# 耐壓測試
耐壓測試是用來驗證産品的品質和電氣安全特性（如CSA、UL、IEC、TUV等等國際安全機構所要求的標準）的一種生產線測試。
這類測試進行的方式是在電氣産品的輸入電源線在規定的時間內依安全機構對每一産品類型規定高壓的量值施加一高電壓，且這項測試規定在施加高電壓期間不能發生電弧擊穿（或稱崩潰）。